# یواس‌اس وابش (ای‌اوآر-۵)
یواس‌اس وابش (ای‌اوآر-۵) (به انگلیسی: USS Wabash (AOR-5)) یک کشتی است که طول آن ۶۵۹ فوت (۲۰۱ متر) می‌باشد. این کشتی در سال ۱۹۷۱ ساخته شد.